# Bento do Portão
Antônio Bento, conhecido popularmente como Bento do Portão (Bahia, 29 de janeiro de 1875 - São Paulo 29 de junho de 1917) foi um morador de rua do bairro Santo Amaro. É considerado um santo popular, ou seja, sua memória não é reconhecida oficialmente pela Igreja Católica.

## Biografia
Viveu no bairro de Santo Amaro como mendigo, curandeiro e lenhador, carregava água para os habitantes da região que lhe pagavam com alimentos, cigarro de palha ou bala. Considerado uma pessoa simples, bondosa e muito admirada pelas crianças e adultos, porém algumas vezes era maltratado devido o fato de ser um mendigo. Adquiriu o nome de Bento do Portão porque quando tinha fome, sentava nos degraus dos portões das residências e os moradores sempre lhe ofereciam um prato de comida. Morreu no dia 29 de junho de 1917, com 42 anos, próximo a entrada principal do cemitério de Santo Amaro e quem o encontrou foi Isabel Schimidt que sete anos após sua morte, ao ser feita a exumação do seu corpo devido uma alteração no local, este se encontrava intacto.

## Milagres
A ele são atribuídos diversos milagres, sendo o primeiro no dia 2 de fevereiro de 1922, quando uma senhora que necessitando amputar as pernas, pediu-lhe ajuda, alcançando a graça solicitada. Antônio Bento tornou-se conhecido em Santo Amaro e outros Bairros da capital, em quase todo estado de São Paulo, em alguns Estados do Brasil, e até no exterior como Bento do Portão, tendo muitos devotos que ás segundas-feiras vão até o cemitério de Santo Amaro, á rua Carlos Gomes, quadra 8, onde esta sepultado, para reverenciar as memórias, fazer pedidos, oração e render-lhe as mais justas homenagens.